# Gemeinwesen
Als Gemeinwesen werden in der allgemeinen Begriffsverwendung alle Organisationsformen des menschlichen Zusammenlebens bezeichnet, die über den Familienverband hinausgehen.

## Begriff
Der Begriff geht auf Marcus Tullius Cicero zurück, der das politische Gemeinwesen in De re publica als res publica definierte. Nach Ferdinand Tönnies (1887) ist Gemeinwesen die „Bezeichnung für jenen Typus der (Volks-) Gemeinschaft, in dem sich auf der Grundlage einer Vielzahl von gegeneinander abgrenzbaren Bedürfnissen, Fähigkeiten, Kenntnissen, Arbeitsbereichen usw. ein soziales Gefüge herausgebildet hat, in dem aufgrund überkommener Sitte und gesetzten Rechts die Angehörigen der Volksgemeinschaft jeweils bestimmten Ämtern und Ständen mit vorgegebenen Rechten, Pflichten und Funktionen zugeordnet sind.“

## Gemeinwesenarbeit
Verbreitet taucht der Begriff im Zusammenhang von Gemeinwesenarbeit auf, bezeichnet dort aber nur allgemein eine „Gemeinde oder einen Teil davon“.

## Recht
Im kodifizierten deutschen Recht wird Gemeinwesen als Rechtsbegriff vom Gesetzgeber verwendet, aber nicht legal definiert. Es gibt vier Fundstellen: § 3 Abs. 1 AO, § 75  Abs. 2 S. 1 BPersVG, § 22a Abs. 2 Nr. 2 SGB VIII und Anlage 2 der Einbürgerungstestverordnung.